# Laurel Massé
Laurel Massé (* 29. Dezember 1951 in Holland, Michigan) ist eine US-amerikanische Jazz- und Cabaret-Sängerin. Die Sopranistin war 1972 Gründungsmitglied von Manhattan Transfer.

## Wirken
Massé tourte sieben Jahre mit Manhattan Transfer und nahm mit der Gruppe vier Alben auf, darunter das Debütalbum The Manhattan Transfer. 1978 warf sie ein beinahe tödlicher Autounfall aus der Bahn, wonach sie zwei Jahre aussetzen musste. In der Gruppe Manhattan Transfer wurde sie durch Cheryl Bentyne ersetzt. 1984 meldete sie sich mit dem Album Alone Together (Pausa PR) zurück, dem 1987 Easy Living (Pausa PR), 1990 Again (Disques Beaupre), 2001 Feather and Bone (Premonition) und 2002 Ballads (Voice of the Swan) folgten. Sie arbeitet als Studiosängerin und Gesangscoach.
2009 nahm sie That Ol´Mercer Magic mit Songs von Johnny Mercer mit dem Trio Jalala auf, bestehend aus ihr, Janis Siegel von Manhattan Transfer und Lauren Kinhan von den New York Voices.
Zwei Jahre hatte sie auch die The Laurel Massé Jazz Show auf WAMC Northeast Public Radio.
2004 erhielt sie mit den vier damaligen Manhattan Transfer-Mitgliedern den MAC (Manhattan Association of Cabarets and Clubs) Lifetime Achievement Award.